# I love rock 'n' roll
I Love Rock 'N' Roll is een rocklied, geschreven in 1975 door Jake Hooker en Alan Merrill van The Arrows.

## The Arrows
In 1975 bracht de Engels/Amerikaanse band The Arrows I Love Rock 'N' Roll als eerste uit. Het nummer werd geschreven door de groepsleden Jake Hooker en Alan Merrill en ingezongen door Merrill. Het werd echter geen hit. De latere coverversies van onder andere Joan Jett & the Blackhearts en Britney Spears werden wel hits.

## Joan Jett & the Blackhearts
In 1981 namen Joan Jett and the Blackhearts hun versie van I Love Rock 'N' Roll op voor het studioalbum met dezelfde naam uit november dat jaar. Allereerst nam Joan Jett het nummer op in 1979 met Steve Jones and Paul Cook van de Sex Pistols, maar het nummer werd geen succes. In 1981 nam ze het nummer opnieuw op, deze keer met haar band The Blackhearts. Deze versie werd op 20 januari 1982 eerst in de VS en Canada op single uitgebracht. In maart dat jaar volgden Australië en Nieuw-Zeeland en in april Europa.

### Achtergrond
De Joan Jett versie bereikte in het voorjaar van 1982 de nummer-1 positie in onder andere Nederland, Zweden, Canada, Australië, Nieuw-Zeeland en stond in Joan Jetts' thuisland de VS zeven weken op nummer 1 in de Billboard Hot 100.
In Nederland werd de plaat veel gedraaid op Hilversum 3 en werd een gigantische hit in de destijds drie landelijke hitlijsten op de nationale publieke popzender. De plaat bereikte de nummer 1-positie in zowel de Nederlandse Top 40, Nationale Hitparade als de TROS Top 50. In de Europese hitlijst op Hilversum 3, de TROS Europarade, werd de 3e positie behaald.
In België bereikte de plaat in zowel de voorloper van de Vlaamse Ultratop 50 als de Vlaamse Radio 2 Top 30 de 2e positie. In Wallonië werd géén notering behaald.
In de sinds december 1999 jaarlijks uitgezonden NPO Radio 2 Top 2000 van de Nederlandse publieke radiozender NPO Radio 2 stond de plaat van 1999 t/m 2004 genoteerd en van 2012 t/m 2014, met als hoogste notering een 1129e positie in 2001.

### Nederlandse Top 40
| Hitnotering: 10-04-1982 t/m 05-06-1982 | Hitnotering: 10-04-1982 t/m 05-06-1982 | Hitnotering: 10-04-1982 t/m 05-06-1982 | Hitnotering: 10-04-1982 t/m 05-06-1982 | Hitnotering: 10-04-1982 t/m 05-06-1982 | Hitnotering: 10-04-1982 t/m 05-06-1982 | Hitnotering: 10-04-1982 t/m 05-06-1982 | Hitnotering: 10-04-1982 t/m 05-06-1982 | Hitnotering: 10-04-1982 t/m 05-06-1982 | Hitnotering: 10-04-1982 t/m 05-06-1982 | Hitnotering: 10-04-1982 t/m 05-06-1982 |
| Week:                                  | 1                                      | 2                                      | 3                                      | 4                                      | 5                                      | 6                                      | 7                                      | 8                                      | 9                                      |                                        |
| -------------------------------------- | -------------------------------------- | -------------------------------------- | -------------------------------------- | -------------------------------------- | -------------------------------------- | -------------------------------------- | -------------------------------------- | -------------------------------------- | -------------------------------------- | -------------------------------------- |
| Positie:                               | 28                                     | 14                                     | 7                                      | 3                                      | 1                                      | 2                                      | 4                                      | 15                                     | 25                                     | uit                                    |

### Nationale Hitparade
| Hitnotering: 10-04-1982 t/m 12-06-1982 | Hitnotering: 10-04-1982 t/m 12-06-1982 | Hitnotering: 10-04-1982 t/m 12-06-1982 | Hitnotering: 10-04-1982 t/m 12-06-1982 | Hitnotering: 10-04-1982 t/m 12-06-1982 | Hitnotering: 10-04-1982 t/m 12-06-1982 | Hitnotering: 10-04-1982 t/m 12-06-1982 | Hitnotering: 10-04-1982 t/m 12-06-1982 | Hitnotering: 10-04-1982 t/m 12-06-1982 | Hitnotering: 10-04-1982 t/m 12-06-1982 | Hitnotering: 10-04-1982 t/m 12-06-1982 | Hitnotering: 10-04-1982 t/m 12-06-1982 |
| Week:                                  | 1                                      | 2                                      | 3                                      | 4                                      | 5                                      | 6                                      | 7                                      | 8                                      | 9                                      | 10                                     |                                        |
| -------------------------------------- | -------------------------------------- | -------------------------------------- | -------------------------------------- | -------------------------------------- | -------------------------------------- | -------------------------------------- | -------------------------------------- | -------------------------------------- | -------------------------------------- | -------------------------------------- | -------------------------------------- |
| Positie:                               | 31                                     | 24                                     | 5                                      | 4                                      | 1                                      | 2                                      | 2                                      | 12                                     | 13                                     | 29                                     | uit                                    |

### TROS Top 50
Hitnotering: 01-04-1982 t/m 10-06-1982. Hoogste notering: #1 (1 week).

### TROS Europarade
Hitnotering: 25-04-1982 t/m 20-06-1982. Hoogste notering: #3 (1 week).

### Vlaamse Radio 2 Top 30
| Hitnotering: 24-04-1982 t/m 19-06-1982 | Hitnotering: 24-04-1982 t/m 19-06-1982 | Hitnotering: 24-04-1982 t/m 19-06-1982 | Hitnotering: 24-04-1982 t/m 19-06-1982 | Hitnotering: 24-04-1982 t/m 19-06-1982 | Hitnotering: 24-04-1982 t/m 19-06-1982 | Hitnotering: 24-04-1982 t/m 19-06-1982 | Hitnotering: 24-04-1982 t/m 19-06-1982 | Hitnotering: 24-04-1982 t/m 19-06-1982 | Hitnotering: 24-04-1982 t/m 19-06-1982 | Hitnotering: 24-04-1982 t/m 19-06-1982 |
| Week:                                  | 1                                      | 2                                      | 3                                      | 4                                      | 5                                      | 6                                      | 7                                      | 8                                      | 9                                      |                                        |
| -------------------------------------- | -------------------------------------- | -------------------------------------- | -------------------------------------- | -------------------------------------- | -------------------------------------- | -------------------------------------- | -------------------------------------- | -------------------------------------- | -------------------------------------- | -------------------------------------- |
| Positie:                               | 22                                     | 9                                      | 6                                      | 5                                      | 2                                      | 2                                      | 5                                      | 5                                      | 22                                     | uit                                    |

### NPO Radio 2 Top 2000
| Nummer met noteringen in de NPO Radio 2 Top 2000 | '99  | '00  | '01  | '02  | '03  | '04  | '05-'11 | '12  | '13  | '14  |
| ------------------------------------------------ | ---- | ---- | ---- | ---- | ---- | ---- | ------- | ---- | ---- | ---- |
| I Love Rock 'n Roll                              | 1523 | 1607 | 1129 | 1730 | 1675 | 1731 | -       | 1709 | 1961 | 1993 |

1. ↑  Een '-' betekent dat het nummer niet was genoteerd en een vetgedrukt getal geeft de hoogste notering aan.
2. ↑  Deze tabel is bijgewerkt tot en met de laatste editie (2024).

## Britney Spears
In 2002 coverde popzangeres Britney Spears I Love Rock 'N' Roll en bracht het eind mei uit in Nederland als de vierde single van haar derde studioalbum Britney. De single werd haar twaalfde top 20-hit in de Nederlandse Top 40, maar tegelijk ook de single met de laagste positie in de Top 40 (van de singles die in de Top 40 terechtkwamen). Het nummer stond op zijn hoogst op nummer 17 en stond zes weken in de Top 40. De single werd niet uitgebracht in de Verenigde Staten.

### Hitnoteringen

#### Nederlandse Top 40
| Hitnotering: 01-06-2002 t/m 06-07-2002 | Hitnotering: 01-06-2002 t/m 06-07-2002 | Hitnotering: 01-06-2002 t/m 06-07-2002 | Hitnotering: 01-06-2002 t/m 06-07-2002 | Hitnotering: 01-06-2002 t/m 06-07-2002 | Hitnotering: 01-06-2002 t/m 06-07-2002 | Hitnotering: 01-06-2002 t/m 06-07-2002 | Hitnotering: 01-06-2002 t/m 06-07-2002 |
| Week:                                  | 1                                      | 2                                      | 3                                      | 4                                      | 5                                      | 6                                      |                                        |
| -------------------------------------- | -------------------------------------- | -------------------------------------- | -------------------------------------- | -------------------------------------- | -------------------------------------- | -------------------------------------- | -------------------------------------- |
| Positie:                               | 30                                     | 20                                     | 17                                     | 27                                     | 28                                     | 33                                     | uit                                    |

#### NederlandseSingle Top 100
| Hitnotering: 01-06-2002 t/m 10-08-2002 | Hitnotering: 01-06-2002 t/m 10-08-2002 | Hitnotering: 01-06-2002 t/m 10-08-2002 | Hitnotering: 01-06-2002 t/m 10-08-2002 | Hitnotering: 01-06-2002 t/m 10-08-2002 | Hitnotering: 01-06-2002 t/m 10-08-2002 | Hitnotering: 01-06-2002 t/m 10-08-2002 | Hitnotering: 01-06-2002 t/m 10-08-2002 | Hitnotering: 01-06-2002 t/m 10-08-2002 | Hitnotering: 01-06-2002 t/m 10-08-2002 | Hitnotering: 01-06-2002 t/m 10-08-2002 | Hitnotering: 01-06-2002 t/m 10-08-2002 | Hitnotering: 01-06-2002 t/m 10-08-2002 |
| Week:                                  | 1                                      | 2                                      | 3                                      | 4                                      | 5                                      | 6                                      | 7                                      | 8                                      | 9                                      | 10                                     | 11                                     |                                        |
| -------------------------------------- | -------------------------------------- | -------------------------------------- | -------------------------------------- | -------------------------------------- | -------------------------------------- | -------------------------------------- | -------------------------------------- | -------------------------------------- | -------------------------------------- | -------------------------------------- | -------------------------------------- | -------------------------------------- |
| Positie:                               | 35                                     | 22                                     | 18                                     | 24                                     | 23                                     | 25                                     | 30                                     | 35                                     | 56                                     | 62                                     | 74                                     | uit                                    |

#### VlaamseUltratop 50
| Hitnotering: 08-06-2002 t/m 10-08-2002 | Hitnotering: 08-06-2002 t/m 10-08-2002 | Hitnotering: 08-06-2002 t/m 10-08-2002 | Hitnotering: 08-06-2002 t/m 10-08-2002 | Hitnotering: 08-06-2002 t/m 10-08-2002 | Hitnotering: 08-06-2002 t/m 10-08-2002 | Hitnotering: 08-06-2002 t/m 10-08-2002 | Hitnotering: 08-06-2002 t/m 10-08-2002 | Hitnotering: 08-06-2002 t/m 10-08-2002 | Hitnotering: 08-06-2002 t/m 10-08-2002 | Hitnotering: 08-06-2002 t/m 10-08-2002 | Hitnotering: 08-06-2002 t/m 10-08-2002 |
| Week:                                  | 1                                      | 2                                      | 3                                      | 4                                      | 5                                      | 6                                      | 7                                      | 8                                      | 9                                      | 10                                     |                                        |
| -------------------------------------- | -------------------------------------- | -------------------------------------- | -------------------------------------- | -------------------------------------- | -------------------------------------- | -------------------------------------- | -------------------------------------- | -------------------------------------- | -------------------------------------- | -------------------------------------- | -------------------------------------- |
| Positie:                               | 38                                     | 21                                     | 16                                     | 15                                     | 15                                     | 15                                     | 17                                     | 31                                     | 37                                     | 47                                     | uit                                    |

#### VlaamseRadio 2 Top 30
| Hitnotering: 08-06-2002 t/m 20-07-2002 | Hitnotering: 08-06-2002 t/m 20-07-2002 | Hitnotering: 08-06-2002 t/m 20-07-2002 | Hitnotering: 08-06-2002 t/m 20-07-2002 | Hitnotering: 08-06-2002 t/m 20-07-2002 | Hitnotering: 08-06-2002 t/m 20-07-2002 | Hitnotering: 08-06-2002 t/m 20-07-2002 | Hitnotering: 08-06-2002 t/m 20-07-2002 | Hitnotering: 08-06-2002 t/m 20-07-2002 |
| Week:                                  | 1                                      | 2                                      | 3                                      | 4                                      | 5                                      | 6                                      | 7                                      |                                        |
| -------------------------------------- | -------------------------------------- | -------------------------------------- | -------------------------------------- | -------------------------------------- | -------------------------------------- | -------------------------------------- | -------------------------------------- | -------------------------------------- |
| Positie:                               | 28                                     | 20                                     | 18                                     | 17                                     | 17                                     | 17                                     | 20                                     | uit                                    |

## Overige versies
Andere bekende covers/parodieën zijn van:
- Joe Piscopo
- Hayseed Dixie
- 5ive ("Everybody Get Up")
- Reverend Run
- Ghoti Hook
- Dragon Ash (als "I Love Hip Hop")
- "Weird Al" Yankovic (als "I Love Rocky Road")
- Alex Gaudino & Jason Rooney
- Miley Cyrus